# لوک مادیل
لوک مادیل (انگلیسی: Luke Madill؛ زادهٔ ۲۸ مهٔ ۱۹۸۰) دوچرخه‌سوار اهل استرالیا است. وی در بازی‌های المپیک تابستانی ۲۰۰۸ شرکت کرده است.